# Franz Bender (Historiker)
Franz Bender (* 18. Juni 1876 in Wissen (Sieg); † 28. Februar 1936 in Köln) war ein deutscher Historiker, Bibliothekar und Hochschullehrer. Als Direktor leitete er in Köln die Volksbibliotheken und Lesehallen.

## Leben
Er war der Sohn des Wissener Bahnbeamten Julius Bender und dessen Ehefrau Elise geborene Stahl. Nach dem Schulbesuch studierte Franz Bender an der Universität Bonn, wo er zum Dr. phil. promovierte. Er war Mitglied des Philologischen Vereins Bonn im Naumburger Kartellverband. Danach war er als Oberlehrer am Gymnasium an der Kreuzgasse in Köln und später auch als Hochschuldozent in Köln tätig. In Köln wurde er Bibliotheksdirektor der Volksbibliotheken und Lesehallen. Es erfolgte seine Ernennung zum Studienrat und Titular-Professor. Im Ersten Weltkrieg war er als militärischer Oberbeamter eingesetzt. Nach Erreichen des Rentenalters trat er in den Ruhestand.
Er war Mitglied des Geschichtsvereins Köln und beschäftigte sich intensiv mit der Geschichte Kölns, wodurch mehrere Monographien und Aufsätze entstanden.

## Familie
Franz Bender heiratete 1905 Gertrud, die Tochter des Kölner Bürgermeisters O. Matthey und dessen Ehefrau Elise geborene Braunstein. Aus der Ehe gingen die Kinder Gertrud (* 1906), Maria (* 1908) und Erich (* 1910) hervor. Die Familie wohnte in Köln, Herwarthstraße 22.

## Schriften (Auswahl)
- mit Theodor Bützler: Kleine illustrierte Geschichte von Cöln und Umgebung, für den Schulgebrauch herausgegeben. 1.–5. Tsd., Bachem, Cöln 1912.
- mit Theodor Bützler: Kleine illustrierte Geschichte von Cöln und Umgebung, für den Schulgebrauch herausgegeben. 6.–10. Tsd., Bachem, Cöln 1914.
- Kölner Heimatkunde. Kratz, Köln 1919.
- Der Domkran als Heiratsstifter. Romantische Erzählung aus dem Alten Köln (= Rheinische Volksbücher). Siegpost, Wissen (Sieg) 1926.
- mit Albert Maier: Geschichtsbilder für die deutsche Jugend. M. Diesterweg, Frankfurt am Main 1928.
- Zweitausend Jahre Kölner Geschichte. Gilde-Verlag, Köln 1930.
- Deutschlands Städtebau: Köln. Nachdruck der im Auftrage des Oberbürgermeisters Adenauer herausgegebenen und von Dr. Franz Bender bearbeiteten 3. Auflage 1926. Bachem, Köln 1994.